# Pirapora Futebol Clube
O Pirapora Futebol Clube é o clube de futebol do município de Pirapora, no norte de Minas Gerais. Foi fundado em 1 de junho de 2001 pelos desportistas Luiz Pereira e Rogério Carlos. O uniforme principal tem as cores azul, amarelo e branco, em listras e o segundo é predominantemente azul claro. Em 2019 foi lançada a terceira camisa, na cor preta, com detalhes em vermelho, verde e branco nas mangas, comemorativa aos 18 anos de criação do clube.

## Mascote
Como não poderia deixar de ser, o mascote do Pirapora é o peixe, apelidado de Barranqueiro, como são chamados os moradores de cidades às margens do Rio São Francisco em Minas Gerais.

## Profissionalismo
Logo após o primeiro ano de fundação, o PFC disputou o Campeonato Mineiro de Futebol da Segunda Divisão de 2002. Em campo, conseguiu a classificação dentro da chave C contra o Varginha Esporte Clube e o Tombense Futebol Clube, mas acabou eliminado pela utilização de um jogador irregular. Perderia a vaga para o então eliminado Tombense Futebol Clube que, com a classificação decidida por tapetão, foi ao Hexagonal Final e acabou campeão naquele ano.
O Peixe Barranqueiro encarou a mesma Segunda Divisão em mais quatro oportunidades: 2003, 2004, 2008 e 2009. Em todas elas, foi eliminado ainda na primeira fase.
No entanto, ficaram em destaque os primeiros confrontos diretos contra rivais da mesma região do Estado: Montes Claros Esporte Clube em 2004 e o Funorte Esporte Clube em 2008, que são de Montes Claros, maior cidade do Norte de Minas e a 163 quilômetros de Pirapora.
No ano de 2019 o Pirapora voltou a disputar competições, disputando o Campeonato Mineiro de 2019 - Segunda Divisão, só que o clube desistiu por problemas financeiros, ficando em 15°lugar. 
Nestas cinco temporadas em competições oficiais, o Pirapora FC fez 26 jogos, com seis vitórias, cinco empates e 15 derrotas. O time fez 23 gols e sofreu 50.